# Aloinella andina
Aloinella andina là một loài rêu trong họ Pottiaceae. Loài này được Delgad. mô tả khoa học đầu tiên năm 1973.